# Doney Park
Doney Park es un lugar designado por el censo ubicado en el condado de Coconino en el estado estadounidense de Arizona. En el Censo de 2010 tenía una población de 5395 habitantes y una densidad poblacional de 139,29 personas por km².

## Geografía
Doney Park se encuentra ubicado en las coordenadas 35°16′7″N 111°30′19″O / 35.26861, -111.50528. Según la Oficina del Censo de los Estados Unidos, Doney Park tiene una superficie total de 38.73 km², de la cual 38.73 km² corresponden a tierra firme y (0%) 0 km² es agua.

## Demografía
Según el censo de 2010, había 5.395 personas residiendo en Doney Park. La densidad de población era de 139,29 hab./km². De los 5.395 habitantes, Doney Park estaba compuesto por el 77.44% blancos, el 0.59% eran afroamericanos, el 14.62% eran amerindios, el 0.43% eran asiáticos, el 0.06% eran isleños del Pacífico, el 3.87% eran de otras razas y el 2.98% pertenecían a dos o más razas. Del total de la población el 12.38% eran hispanos o latinos de cualquier raza.